# Homenaje a Fernando Arrabal (escultura)
La escultura Homenaje a Fernando Arrabal es una obra de Mustafa Arruf que se halla a las puertas del Teatro Kursaal Fernando Arrabal, en el nº 8 de la avenida Cándido Lobera, en Melilla, España.

## Autor
Mustafa Arruf, uno de los escultores más relevantes de los siglos XX y XXI, nacido en 1958, es autor de una obra vanguardista, de fuerte contraste y gran belleza plástica. De su iconografía, de gran peso y atractivo visual —con elementos espontáneos, exagerados y al mismo tiempo sencillos y contenidos— destacan, entre otras obras, Encuentros, Torso y las Venus  (serie de esculturas femeninas con un gran simbolismo antropológico cultural).

## La obra
La escultura es un busto de bronce sobre una base o peana de hierro en forma de prisma rectangular, a cuyo pie figuraba una placa de mármol con la inscripción: "El Excmo. Ayuntamiento de Melilla al escritor melillense D. Fernando Arrabal Terán, en reconocimiento a su dilatada y universal proyección como dramaturgo 31 de octubre 1994". Es una obra que Arruf realiza por encargo institucional en el año 1994. Se ubicó inicialmente, el día 13 de octubre de ese mismo año, junto al instituto de bachillerato Leopoldo Queipo.
El busto fue trasladado años más tarde al principal parque de la ciudad de Melilla, el Parque Hernández, y fue descubierto esta segunda vez, en presencia del propio escritor envuelto en la bandera de Melilla, el 8 de junio de 2002.
Con motivo de un nuevo homenaje que su ciudad natal rinde a Fernando Arrabal —el Teatro Kursaal pasa a denominarse Teatro Kursaal-Fernando Arrabal—, el busto se traslada esta vez a las puertas del teatro, donde se descubre en presencia de ambos autores el 25 de octubre de 2017. El busto se dispone en esta ocasión sobre un apoyo en forma de ortoedro con la inscripción Fernando Arrabal 2017 en su cara frontal.
Homenaje a Fernando Arrabal es una escultura exenta de bulto redondo. En cuanto al estilo, podemos decir que es figurativa (en tanto que como todo retrato debe representar al modelo) pero también expresionista con cierto grado de abstracción y gran simbolismo. Arruf quiere rendir un homenaje al gran creador español, a su vivacidad intelectual y para ello destaca la cabeza de la figura sobre el resto de la misma, como símbolo de talento, juicio y también de sensibilidad.

## Paralelos
- Busto de Fernando Arrabal (1992). Cyril de La Patellière (escultor e ilustrador francés). Forma parte de la Colección personal del escritor.

- Monumento a Fernando Arrabal (2002). José Martínez Gómez. Ubicado en el Paseo Fernando Arrabal, en Ciudad Rodrigo.[4]

- Homenaje a Fernando Arrabal (2011). Jesús García-Ligero. Ubicado en el Teatro Kursaal-Fernando Arrabal, en Melilla.[5]